# Ясениця-Замкова

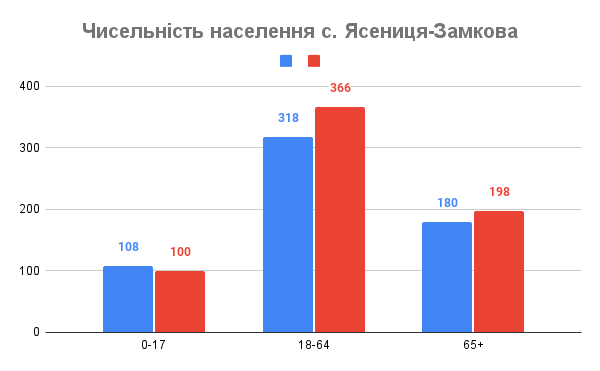
Чисельність населення с. Ясениця-Замкова, 2021

Ясени́ця-Замкова́ — село в Україні, у Самбірському районі Львівської області. Населення становить 1207 осіб(2021 р.). Орган місцевого самоврядування — Стрілківська сільська рада. Герб села є промовистим.

## Географія

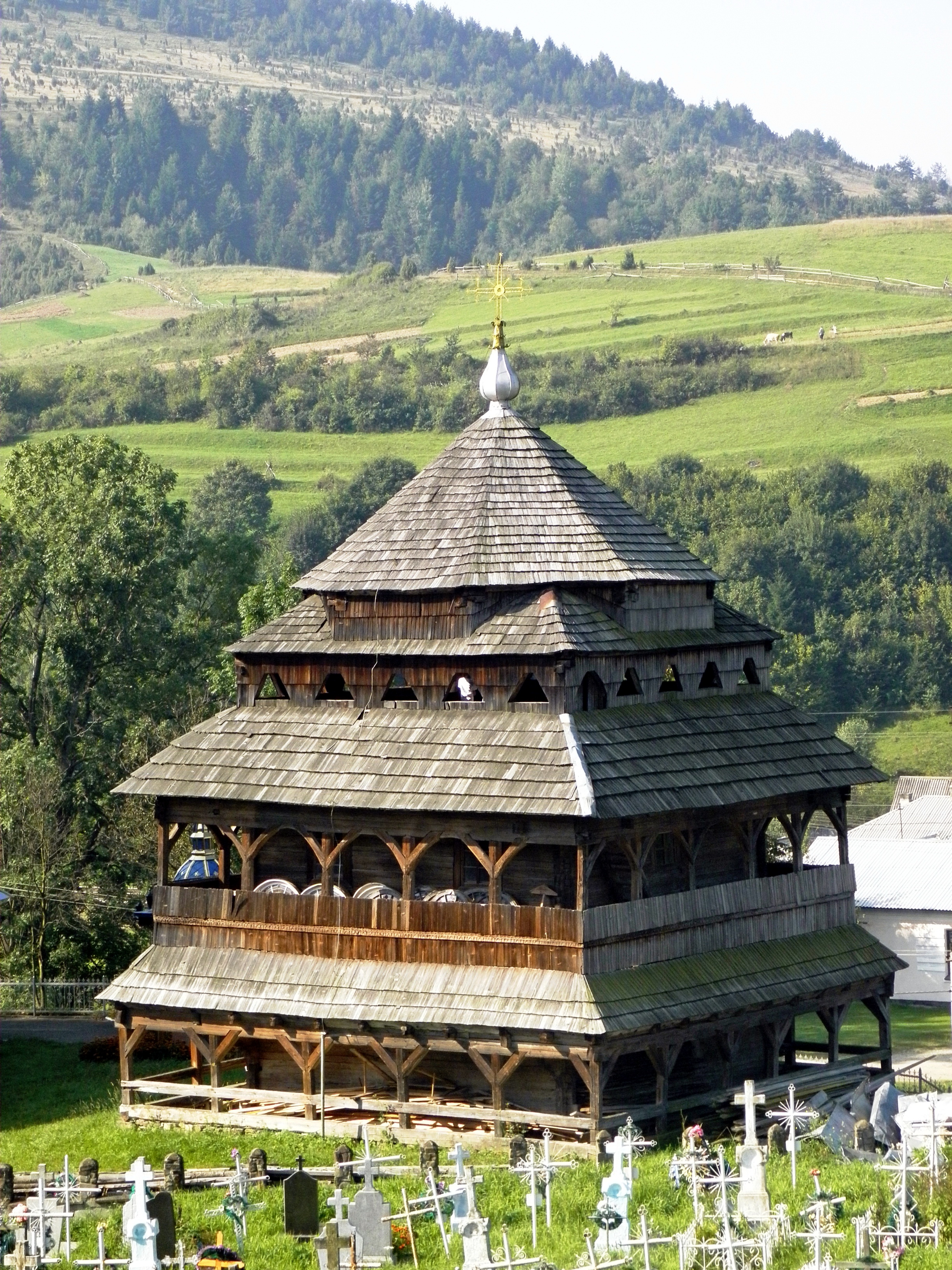
Дзвіниця у с. Ясениця-Замкова

Через село течуть річки Ясениця та Волосянка.

## Історія
В селі у 1881 році було дві церкви і водний тартак. Давніше був паровий тартак (1874 р.), але його знесли у 1879 р. Війтівство було в посіданню Ґолковської, по її смерті захоплено у 1779 р., ґрунти розділено між осадників і прилучено до Ґвіздця.
У 1905 році через село прокладено залізницю Львів—Самбір—Турка—Ужгород. В селі є залізнична станція. Через село також проходить автошлях національного значення Львів — Ужгород. 
У 1928 році в місцевій школі навчалось 60 учнів.
У часи радянської окупації, зокрема у 1968 р., в селі була залізнична станція, відділок радгоспу "Стрілківський", що спеціалізовувався в тваринництві та вирощуванні технічних культур, тартак, 8-річна школа, клуб, 2 бібліотеки.

### Незалежність
Інфраструктура села станом на 2022 р.: церква, унікальна пам’ятка галицької архітектури – триярусна дзвіниця, міні-музей народного побуту, туристичний кемпінг, приватна етно-садиба, ЗЗСО І-ІІ ст., магазини, залізнична станція.
У 2023 р. село Ясениця-Замкова разом із довколишніми селами ввійшло до мережі історико-туристичних маршрутів "БойкоМандри", яка створюється за підтримки УКФ та Стрілківської територіальної громади. 

## Населення
У 1881 р. в селі проживали 980 греко-католиків, 5 римо-католиків.
У 1921 році в селі мешкало 1352 особи.
У 1928 році — 1470, з них 1410 греко-католиків, 20 римо-католиків та 40 юдеїв. 
У 1968 році в селі проживало 900 осіб.

### Мова
Розподіл населення за рідною мовою за даними перепису 2001 року:
| Мова            | Кількість | Відсоток |
| --------------- | --------- | -------- |
| українська      | 1592      | 99.88%   |
| російська       | 1         | 0.06%    |
| інші/не вказали | 1         | 0.06%    |
| Усього          | 1594      | 100%     |

## Церква Собору святого архистратига Михаїла
Парафіяльна церква в селі існувала вже у 1507 році. Попередником сучасної церкви була також був дерев'яний храм. Він мав три зруби і три верхи. Над вівтарем і навої вони були тризаломні, а над бабинцем мали один залом, в якому була влаштована дзвіниця. Ця церква простояла до початку ХХ століття. 
"Кор[олева] Бона потверджує на парафії с. Ясениці свящ[еника] Бориса і записує йому на ній 16 зл[отих]. 9 жовтня 1553 р.".

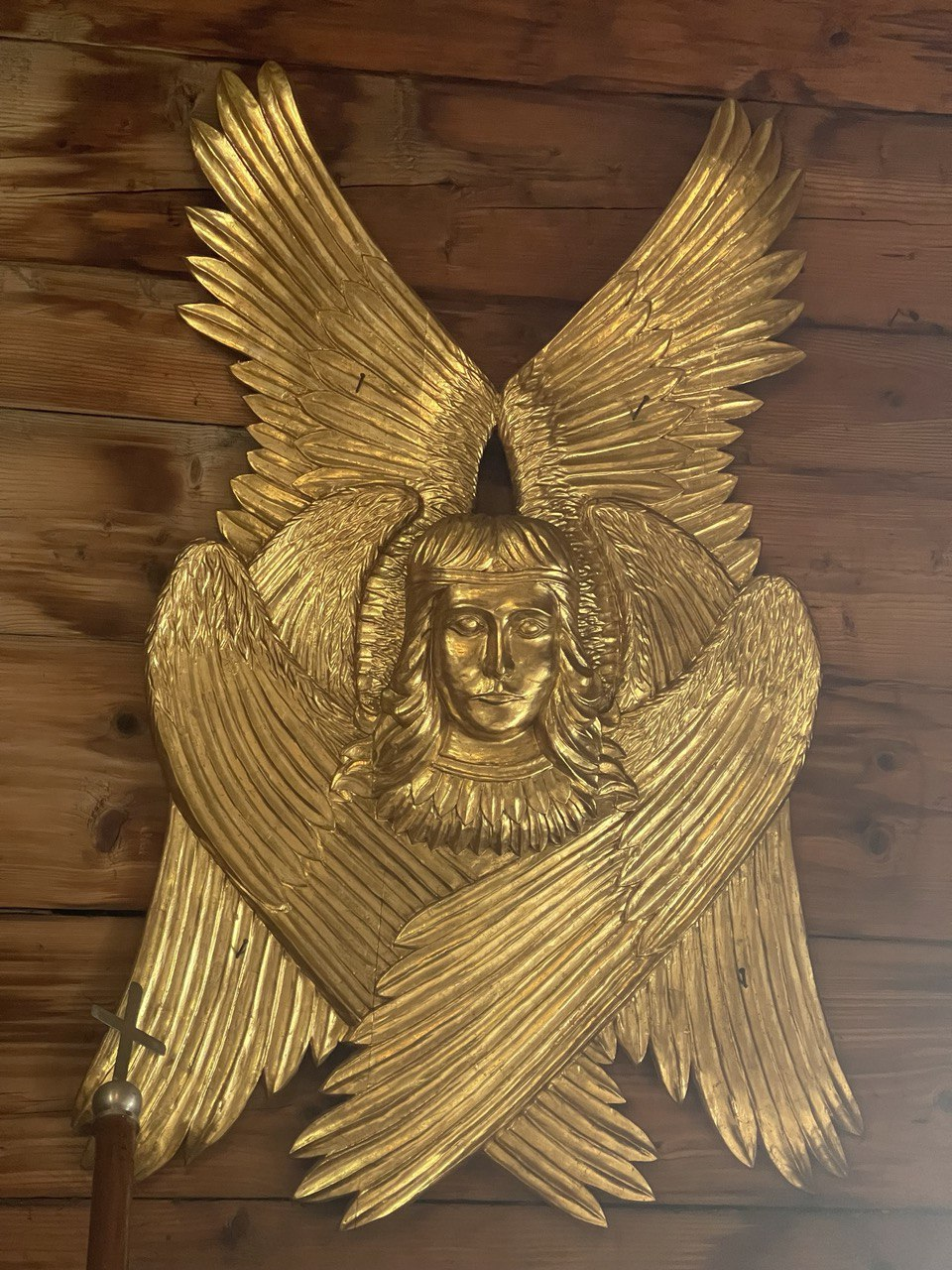
Вирізьблений позолочений шестикрилий серафим. Елемент оздоблення церкви у Ясениці-Замковій. Світлина з проекту "БойкоМандри", 2024.

"Е. Nos habentes commendatam probitatem et in rebus ecclesiasticis rittus graeci peritiam religiosi Borysz poponis in villa nostra Iaszienicza, eydem Borysz poponi poponatum in Iaszienicza cum area et agro pro eodem poponatu spectantibus, illi emensurandis, damus inscribentes illi in ipsa area et agro 16 fl[orenis] dantesque illi, donee probe et honeste se gesserit idoneusque fuerit, omnimodam facultatem praedictum poponatum, quantum in nobis est, administrandi fructusque omnes et prouentus ad eandem synagogam et eius popones quomodolibet ex antiquo pertinentes pro se percipiendi iuxta consuetudinem in talibus observari solitam, saluis nihilominus remanentibus tributis, censibus et aliis iuribus nostris, nobis more aliorum poponum eiusdem districtus pendi solitis (л. 442 v.)".

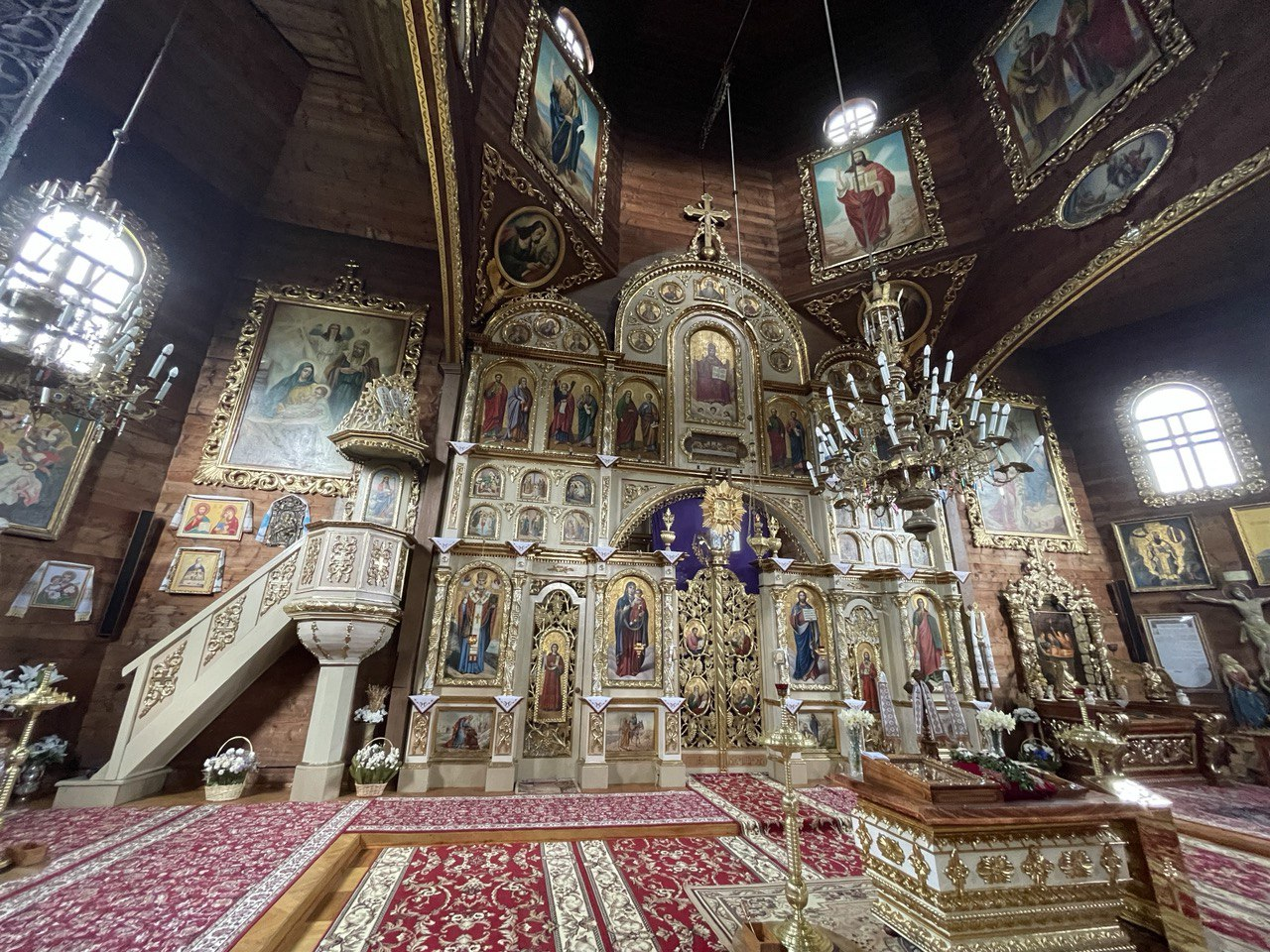
Іконостас з проповідальницею у церкві в Ясениці-Замковій. Світлина з проекту "БойкоМандри", 2024.

У 1903 році за проєктом відомого архітектора українських церков Василя Нагірного було зведено нову дерев'яну церкву Собору святого Архистратига Михаїла. На відміну від попередньої «бойківської» церкви храм збудовано хрещатим в плані. Великий світловий восьмерик її нави вкритий грушастою банею з ліхтарем і маківкою. 

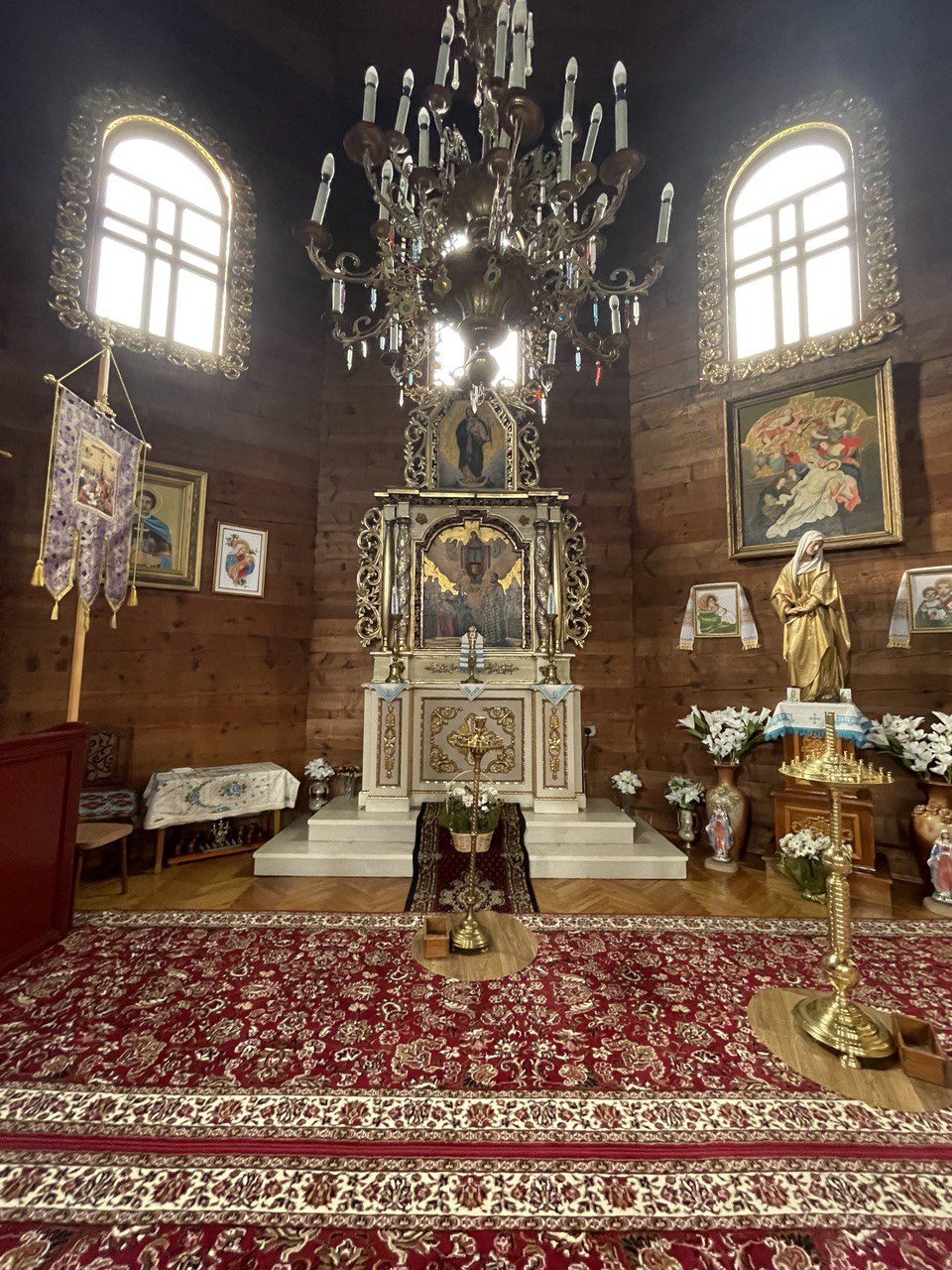
Бічний престіл у церкві в Ясениці-Замковій. Світлина з проекту "БойкоМандри", 2024.

У 1990—2000-х роках проведено декілька обновлень-ремонтів церкви.

### Дзвіниця-каплиця церкви святого Архистратига Михаїла (1730)

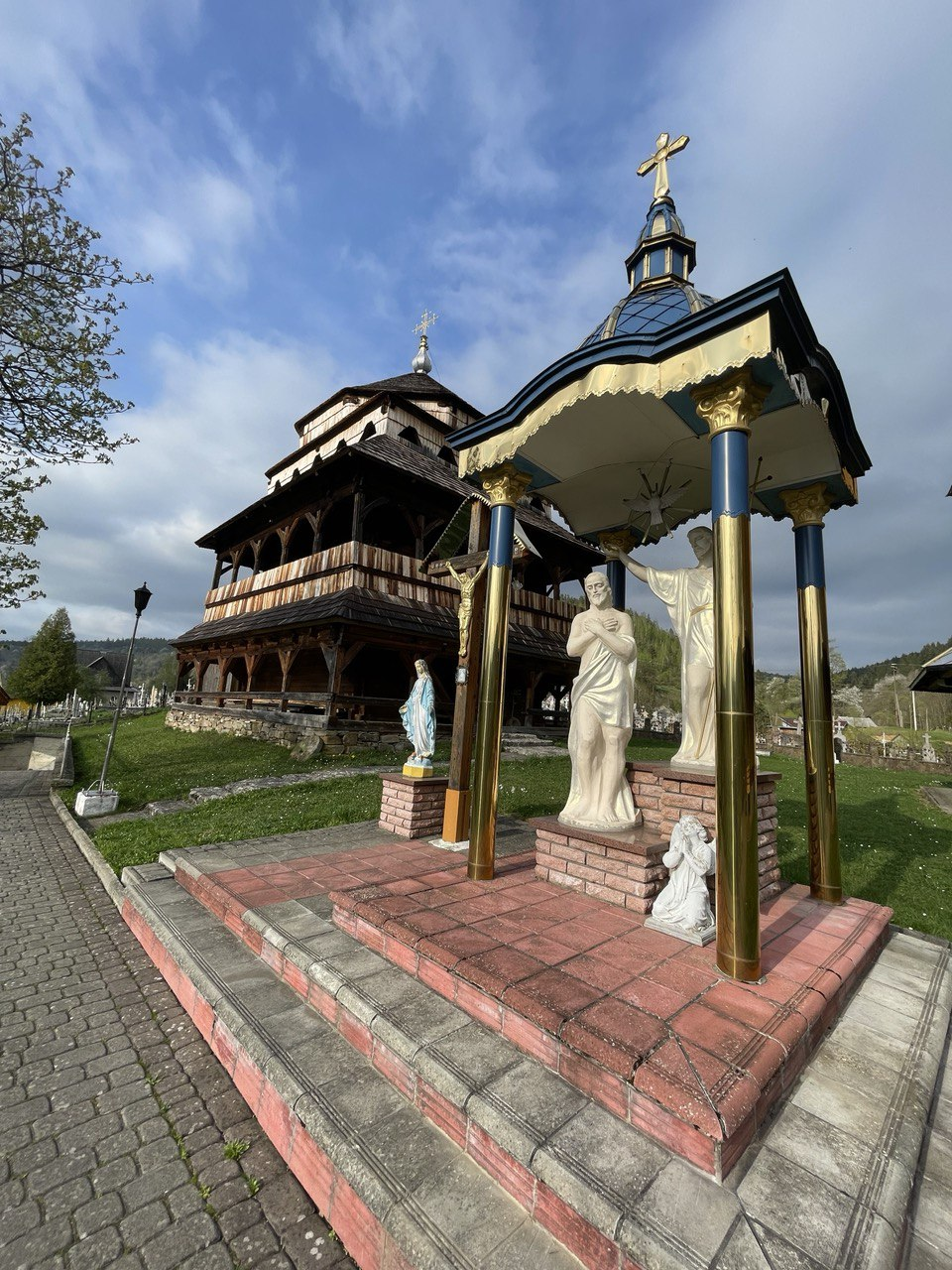
Дзвіниця в Ясениці-Замковій. Світлина з проекту "БойкоМандри", 2024.

На північ від церкви стоїть унікальна збережена дерев'яна дзвіниця-каплиця церкви святого Архистратига Михаїла споруджена у 1730 році, яка є пам'яткою архітектури національного значення (охоронний номер 1438/0). 
Ця дзвіниця є дерев’яним шедевром, на фоні якого будь-яка карпатська церква буде лише додатком до неї. Повністю дерев’яних (без бляхи) церков на Бойківщині не лишилося, а от дзвіниця – чудом вижила. Разом з церквою вони творять унікальний різночасовий сакральний ансамбль Старосамбірщини.

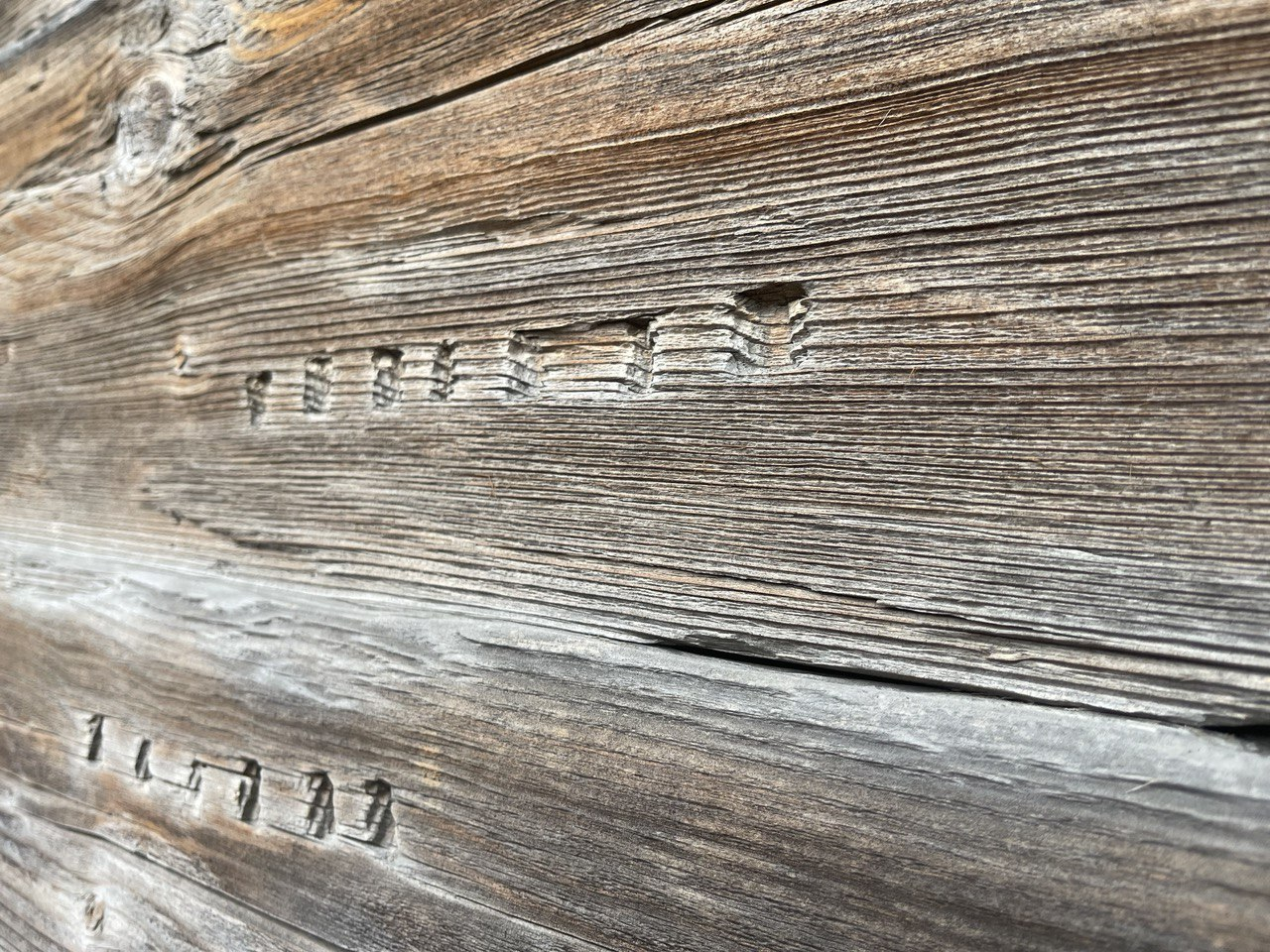
Зарубки, що позначали порядковий номер брусу, з яких складається дзвіниця. Були нанесені перед тим, як наприкінці XVIII ст. дзвіницю розібрали і перевезли у Ясеницю-Замкову, де згодом знов зібрали. Світлина з проекту "БойкоМандри", 2024.

За переказами, її перенесли до Ясениці з села Ісаї, де, до речі, теж збереглася оригінальна дерев'яна церква. То була дуже кропітка робота, і на дереві можна побачити спеціальні відмітки, якими маркували  колоди щоб потім правильно зібрати всі три яруси  церкви.
Дзвіниця здається масивною і високою, хоча її висота всього 14 метрів. В плані вона являє собою квадрат розмірами 6×6 метрів. 
Це дерев'яна триярусна будівля у формі піраміди, кожен наступний ярус якої менший від попереднього. Перші два яруси виконані в зрубі й оточені аркадами-галереями. 
На першому була комора, де зберігалося церковне начиння, старі ікони і мед з церковної пасіки. 

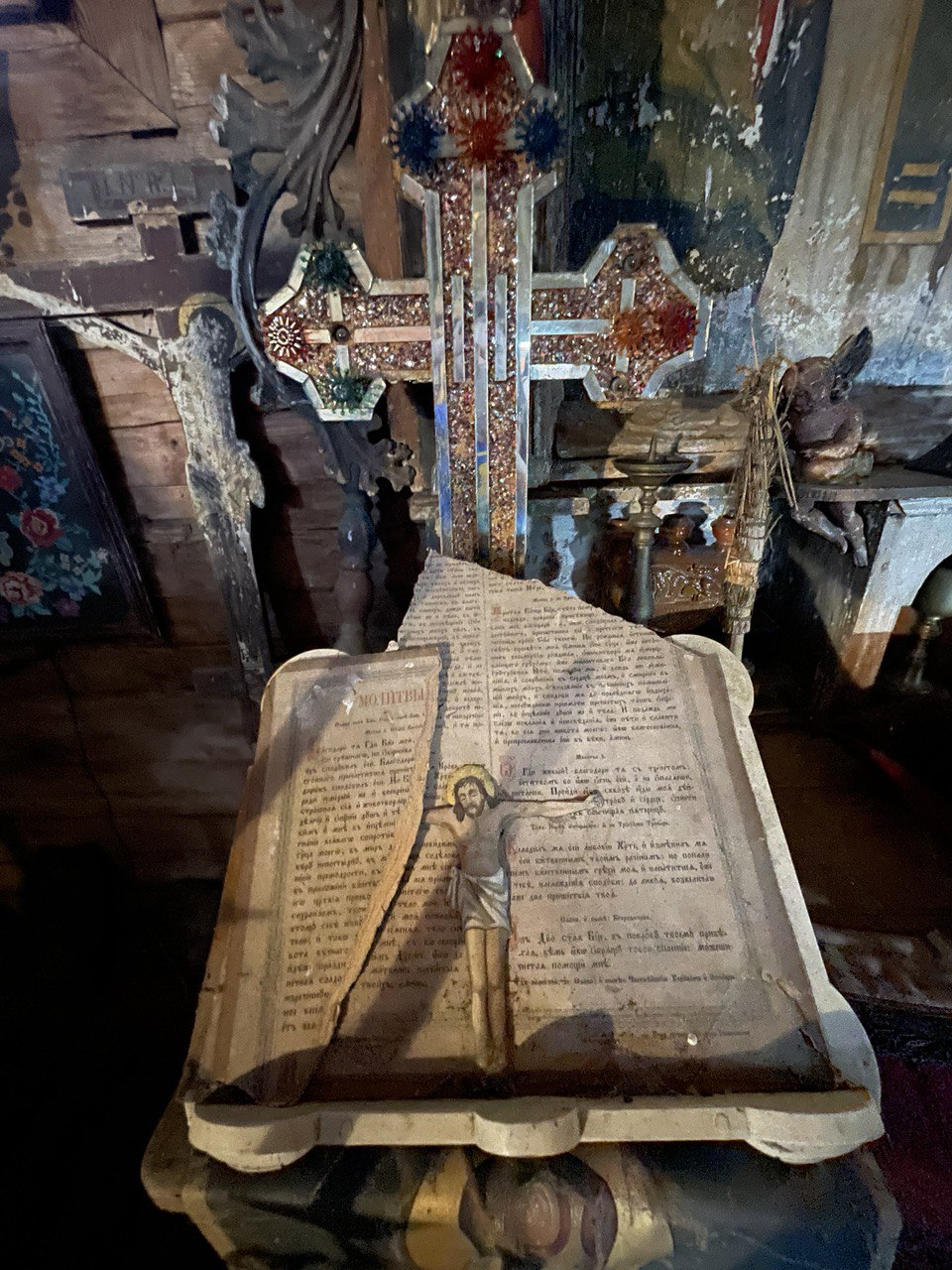
Стародавня книга у музеї на другому поверсі дзвіниці в Ясениці-Замковій. Світлина з проекту "БойкоМандри", 2024.

На другому розташовувалася каплиця Покрову Пресвятої Богородиці. 
На третьому ярусі невеликі арочні отвори нагадують бійниці замкових башт. Цей арковий ярус стовпової конструкції вкритий низьким восьмибічним наметом на дуже низькому восьмерику. Тут, власне, і була дзвіниця. Вкритий верхній ярус низьким восьмибічним наметом. Зберігся великий дзвін. 
У 1970 році дзвіницю було відреставровано стараннями архітекторів Ігоря Старосольського та Івана Могитича. 

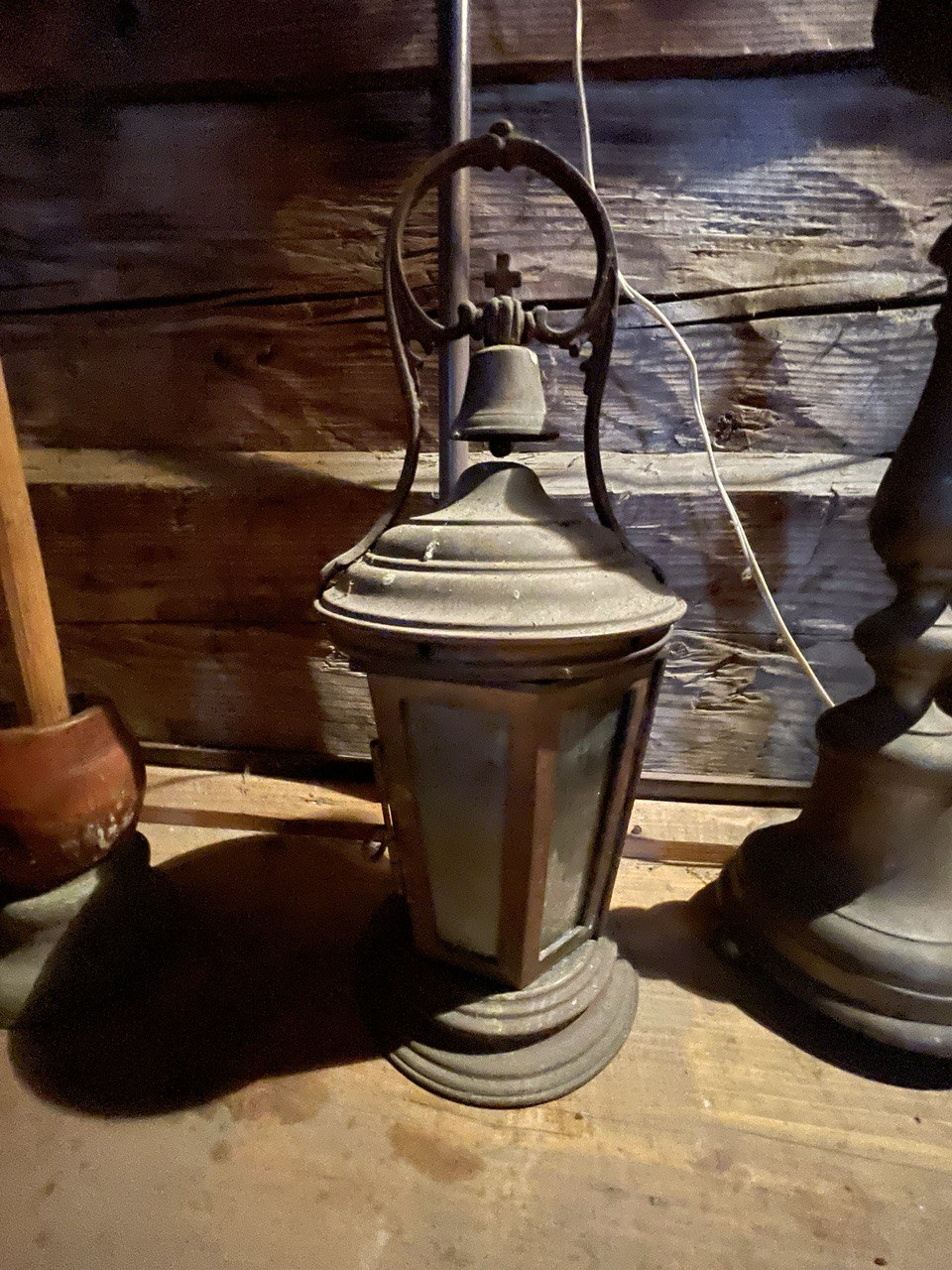
Бойківський ліхтар із музею у Дзвіниці в Ясениці-Замковій. Світлина з проекту "БойкоМандри", 2024.

Нині у дзвіниці на першому поверсі розташована експозиція міні-музею народного побуту. Колекція, зібрана місцевим священником, складається з етноекспозицій селянського реманенту, посуду, ткацьких станків, одягу, меблів. 

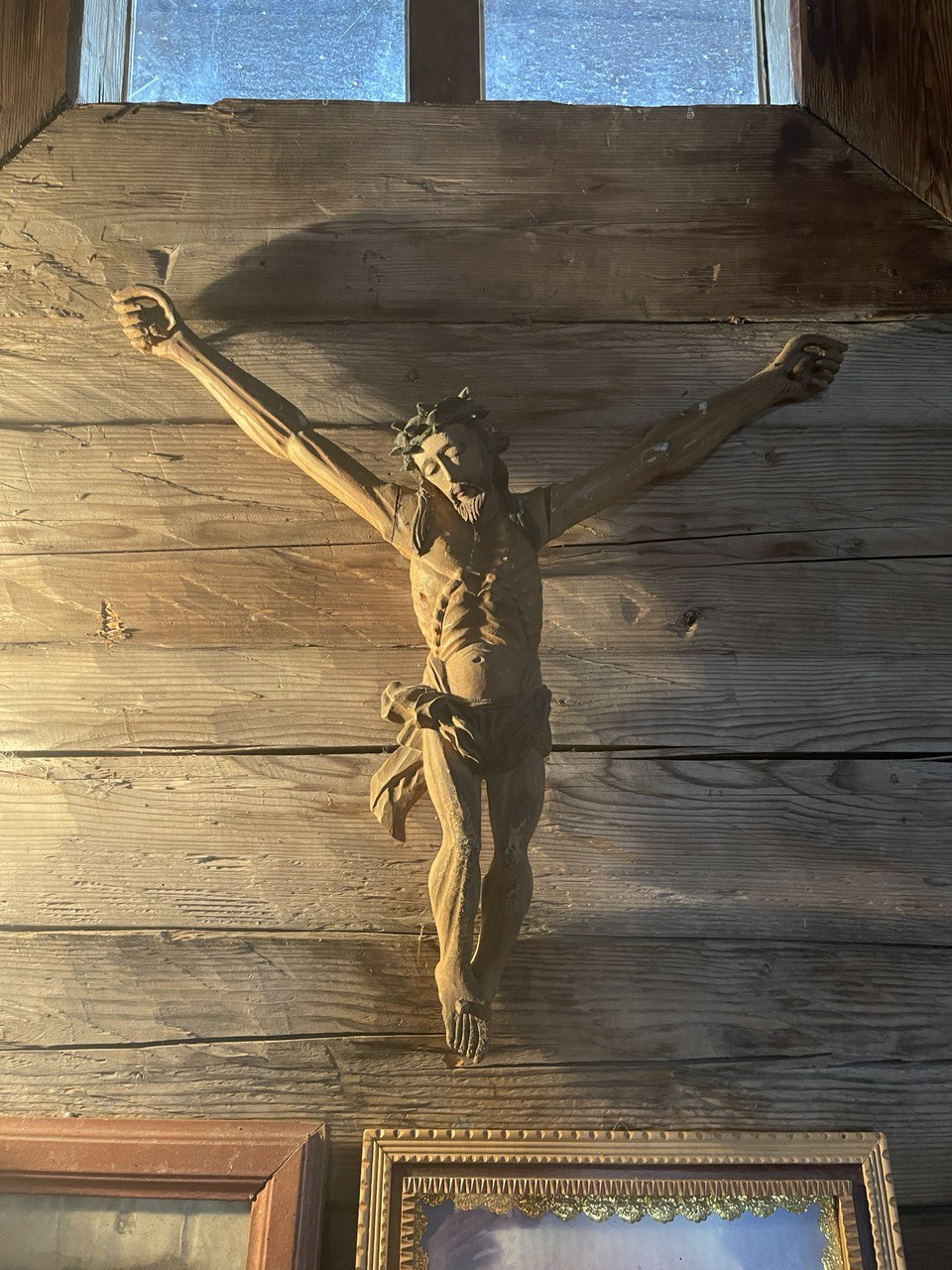
Оригінальне дерев'яне Розп'яття без хреста у музеї в Дзвіниці у Ясениці-Замковій. Світлина з проекту "БойкоМандри", 2024.

На другому поверсі - виставка вишитих ікон та хоругв, а також інших старовинних речей та церковного приладдя.
Дзвіниця, що стояла на горбочку обабіч церкви, була дерев’яна, трирівнева.
Перший рівень, під сходами, належав Смерті. Тут стояло усе причандалля для похорону – мари, коса (хоча якраз вона призначалася для звиклого кошення трави на подвір’ї церкви), чорні хоругви.
Поверхом вище була маленька замкнена капличка. Якщо зазирнути у щілину між старими дошками дверей, то можна було побачити престол, дві корони на ньому – меншу і більшу, підсвічник зі смішними білими квітками і маленьке розп’яття. Це була середина дзвіниці (зрештою, і життя), тут брали шлюби.

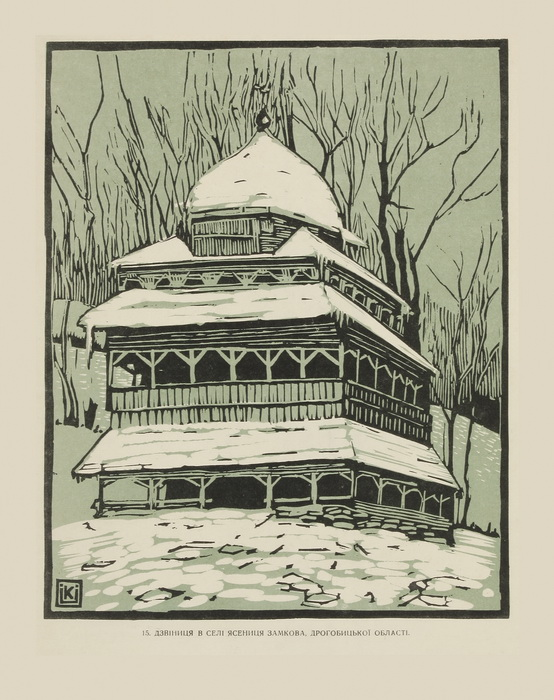
'Дзвіниця в селі Ясениця Замкова Дрогобицької області'. Лінорит Олени Кульчицької.

Найвище було просторе піддашшя з двома дзвонами – знову меншим і більшим. Вони були поєднані одним механізмом, що урухомлювався шнуром, який розлогою петлею звисав аж до дерев’яної підлоги. Пахло старим здоровим деревом і живицею. Поза тим тут було просторо, порожньо і чисто.Фрагмент оповідання Анни Ясенської "Ангели вправлялися у тризвуках".

## Пам'ятки
- Дерев'яна дзвіниця церкви Собору Святого Архистратига Михаїла (1730).[29]
- Міні-музей народного побуту (І поверх дзвіниці).
- Виставка вишитих ікон і хоругв (ІІ поверх дзвіниці).

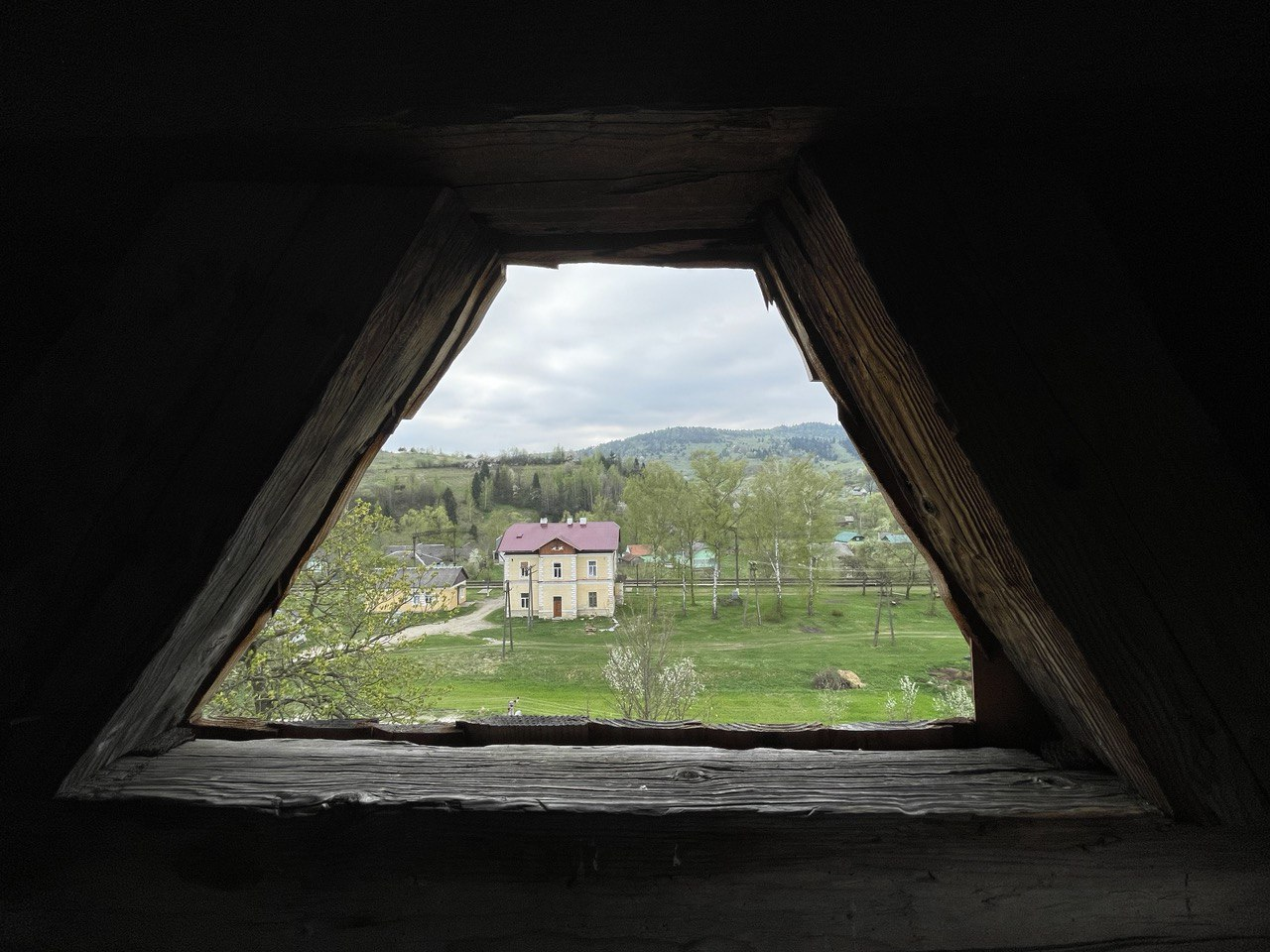
Вид із дзвіниці на будівлю залізничного вокзалу (збудований 24 серпня 1905 року).

- Вид із дзвіниці на будівлю залізничного вокзалу (збудований 24 серпня 1905 року).Будівля вокзалу залізничної станції Ясениця австрійських часів (24 серпня 1905 р.).[25]

## Відомі люди
- Іван Фрейдун — український паверліфтер. Заслужений майстер спорту України з пауерліфтингу, чемпіон та багаторазовий призер чемпіонатів світу та Європи з пауерліфтингу.[30]
- Роман Скорпіон-- (ім'я при народженні — Роман Романович Шупяк) — український співак, композитор та автор пісень.

## Галерея

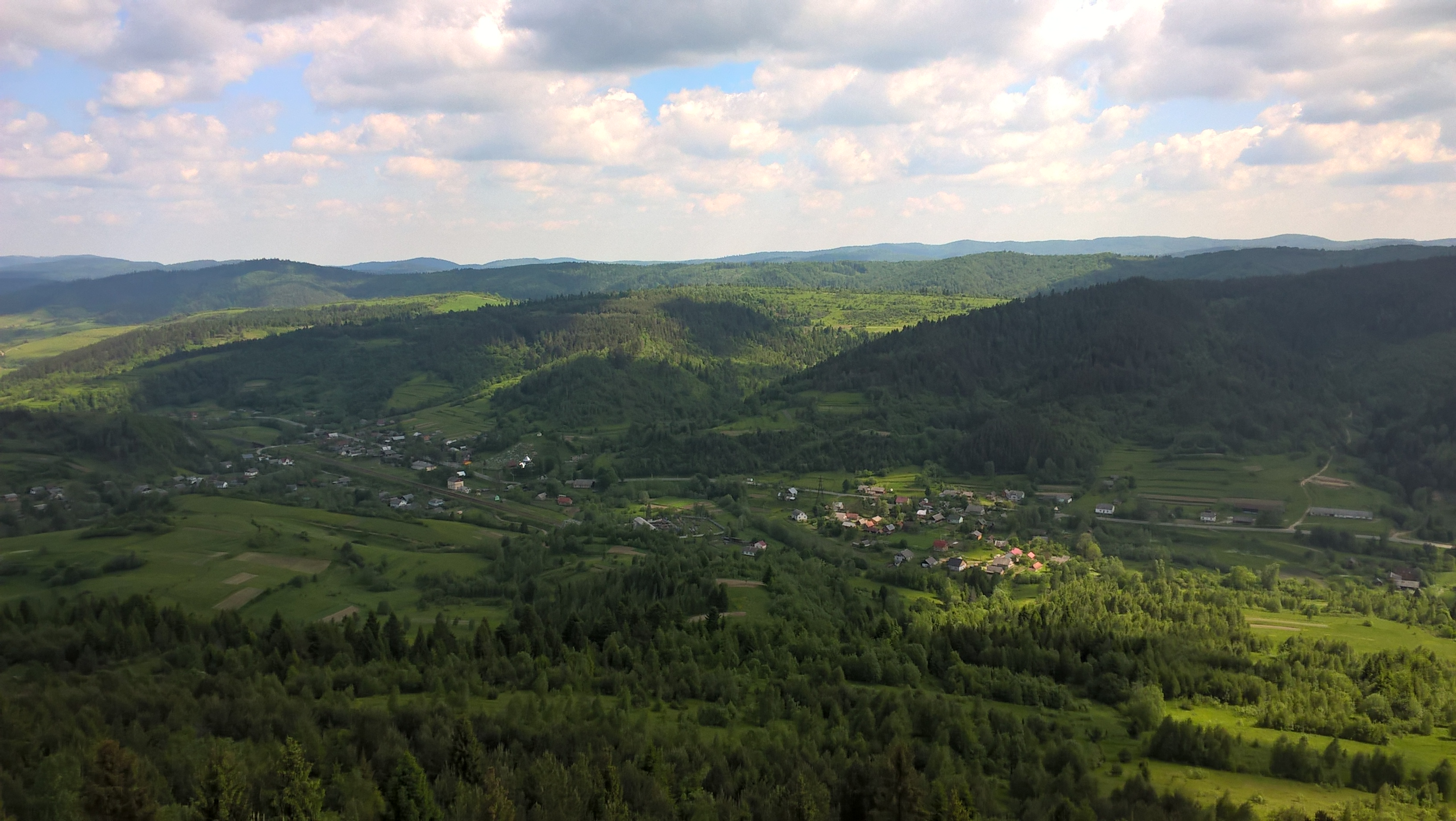
Вигляд на село з вежі мобільного зв'язку
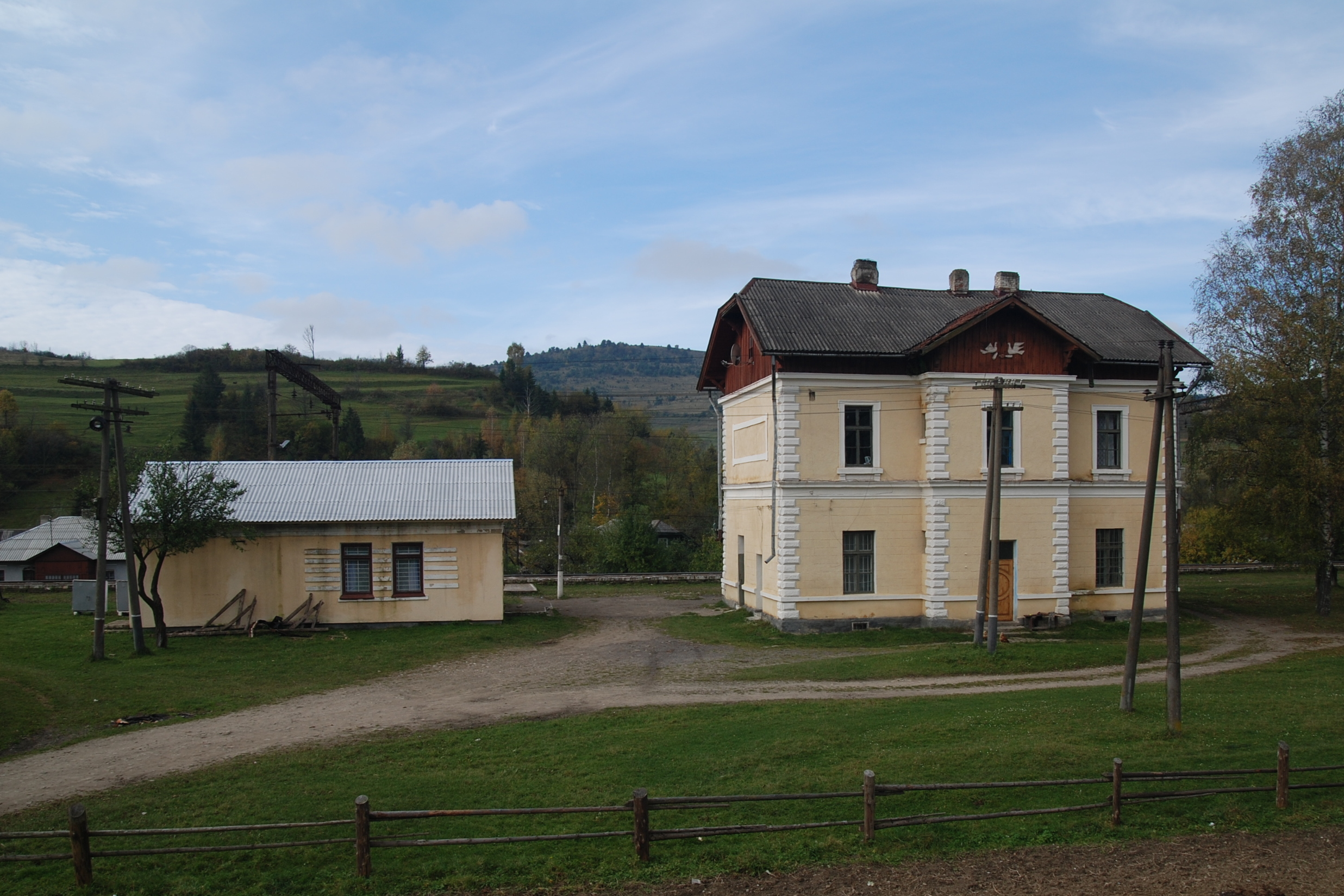
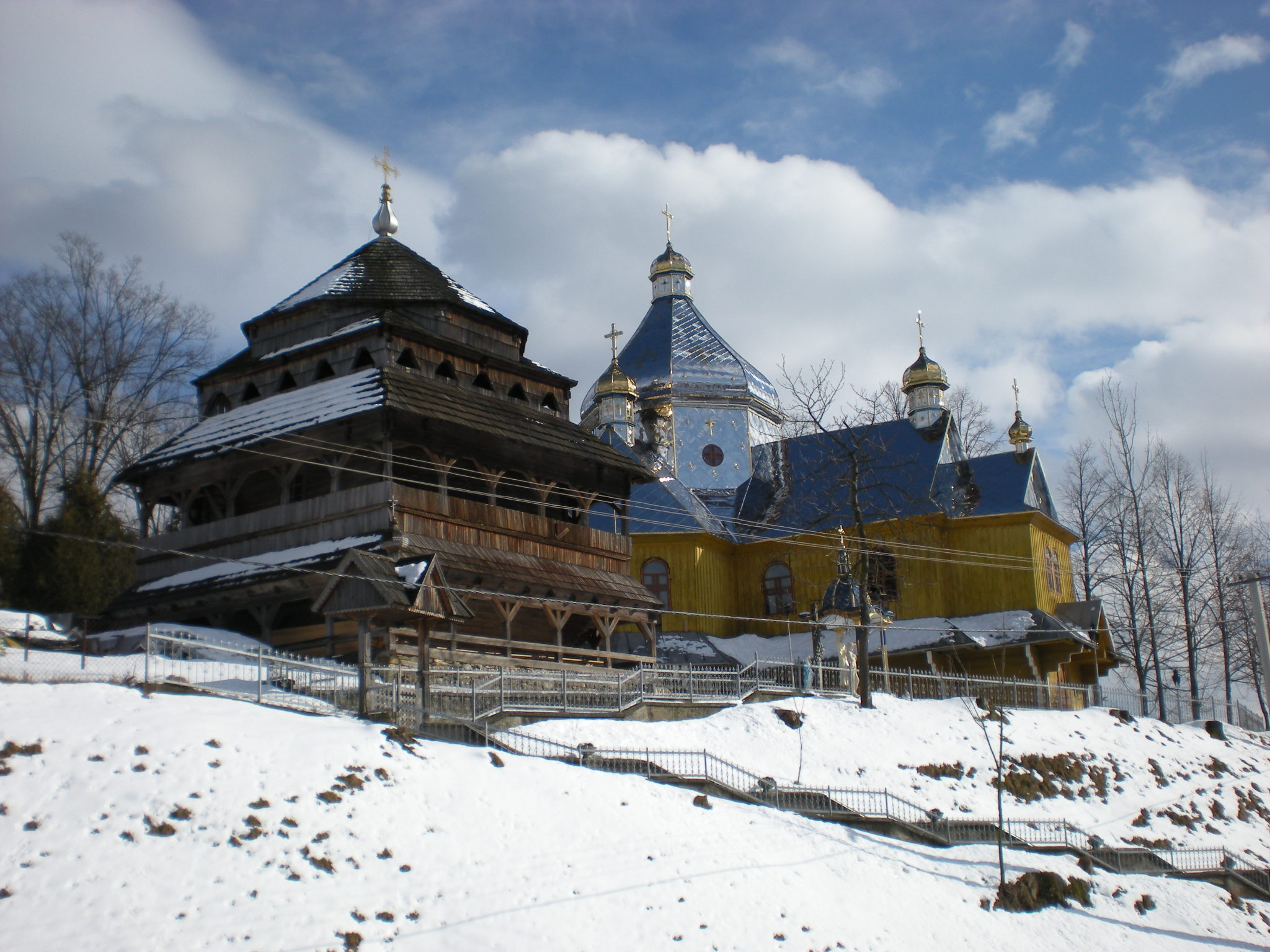